# Naberežnije Čelni
Naberežnije Čelni (ruski: На́бережные Челны, tatarski: Yar Çallı) su grad u Rusiji. Nalaze se u Privolškom saveznom okrugu, u Tatarstanu, gdje su drugi grad po veličini. Nalaze na rijeci Kami, 225 km istočno od Kazana, na 55°41′N 52°19′E / 55.683°N 52.317°E do 55°39' sjeverno i 52°24' istočno. Naberežnije Čelni su upravno sjedište Tukajevskog okruga.
U blizini grada je Nižnjekamsko akumulacijsko jezero (kao što naziv govori, "dolnja Kama"), koje se puni iz rijeke Kame, a iz kojega ova i istječe, nekih 4 – 5 km od Naberežnih Čelnih. 
Ime grada u doslovnom prijevodu znači: "obalni brodići". Sukladno tome, ime grada je zapravo u množinskom obliku.

## Povijest
Godine 1626. osnovano je naselje na mjestu današnjeg grada. Dobili su gradski status 1930. Naberežnije Čelni postali su važno mjesto 1976., kada su se u njemu počeli proizvoditi kamioni, Dieselovi motori i tenkovi. Grad je nosio ime ime Leonid Brežnjev od 1982. do 1988. Danas se katkada zovu samo Čelni.

## Stanovništvo
Broj stanovnika: 513.000 (2011.)
U gradu živi 13% stanovništva Tatarstana. Prema narodnosti su Rusi 44,9%, Tatari 47,4%, Čuvaši 1,9%, Ukrajinci 1,3%, Baškirci 1,2%, Marijci, Mordvini i Udmurti 1,5%.

## Gospodarstvo
Luka je na lijevoj obali rijeke Kame. Veliko su industrijsko središte. Od gospodarskih grana, u njima je proizvodnja kamiona (Kamaz) i tenkova, strojogradnja (Dieselovi motori), naftnokemijski kombinat i objekti energetike. 
Vremenska zona: 

Moskovsko vrijeme = UTC+3 

Moskovsko vrijeme = UTC+4 (ljetno računanje vremena)

## Vanjske poveznice
- Službene stranice
- Kam.Ru web-portal
- Čelni Info web-portal
- Online chat u Naberežnjim Čelnima